# Malagazzia cyphogonia
Malagazzia cyphogonia är en nässeldjursart som först beskrevs av He och Xu 1982.  Malagazzia cyphogonia ingår i släktet Malagazzia och familjen Malagazziidae. Inga underarter finns listade i Catalogue of Life.